# ديفيد هوتون
ديفيد هوتون (23 يونيو 1957 في زيمبابوي - ) (بالإنجليزية: David Houghton)‏ هو لاعب كريكت جنوب أفريقي. لعب مع منتخب زمبابوي للكريكت.

## وصلات خارجية
- ديفيد هوتون على موقع إي آس بي آن كريك إنفو (الإنجليزية)